# 魂斗罗 (Game Boy)
《魂斗罗》是科乐美在1991年推出的《魂斗罗》系列的一作，中文名称和街机上的第一作相同。

## 游戏系统

游戏画面

游戏系统和FC的《魂斗罗》和《超级魂斗罗》相同，主要改动有：游戏中可以按住B键不放实现连发，省去了FC版连续按键的麻烦。子弹速度加快，普通子弹也从FC版连按可屏幕同时出现4颗变成了5颗。武器中的霰彈S恢复了街机版《超级魂斗罗》的级别设定。还增加了一种新武器——跟踪弹H，类似第一级别下的S但是有了追踪功能。
游戏画面除了因GB屏幕所限为黑白之外，其他方面表现都与FC版不相上下。
游戏可以自由选择前4关，打通4关后才能进入最后一关。

## 剧情
故事发生在《超级魂斗罗》和《魂斗罗精神》之间。公元2635年，地球联邦军获悉某大国正在南太平洋的某孤岛上利用外星人细胞研制强力武器。地球联邦军为此向魂斗罗小队的比尔·雷泽上等兵下达极密指令——只身一人潜入小岛上的敌人基地摧毁其研究设施和所有外星人。

## 關卡
※全五關，第1~4關可選擇
- 軍用港口

Boss：飛彈潛水艦(小型ミサイル潜水艦Nove)
- 基地

Boss：大型裝甲車(大型装甲車輌「カーギィ」)
- 叢林地帶

Boss：反重力武裝車(反重力武装車カザート408)
- 異變生物實驗區

Boss：舊型生物實驗室設備(旧生体実験用プラント)
- 異變細胞研究重地

Boss：護衛用2足歩行型兵器(護衛用2足歩行型兵器・ハヤノス614)

## 武器
- Nomal Gun

步槍，玩家的基本武器
- Spread Gun

散彈槍，可以二次強化
- Fire Gun

火炎槍，火炎擊中敵人會分裂成四個火球
- Homing Gun

誘導彈步槍